# Cavallermaggiore
Cavallermaggiore är en ort och kommun i provinsen Cuneo i regionen Piemonte i Italien. Kommunen hade 5 432 invånare (2018).